# Carlos Chagas (Minas Gerais)
Carlos Chagas é um município brasileiro no estado de Minas Gerais, Região Sudeste do país. Localiza-se no Vale do Mucuri e ocupa uma área de 3 202,984 km², sendo que 3 km² estão em perímetro urbano. Sua população foi recenseada em 18 615 habitantes em 2022.

## História
O município foi criado pelo decreto estadual nº 148, de 17 de dezembro de 1938, desmembrado de Teófilo Otoni.

## Geografia
Localiza-se na Mesorregião do Vale do Mucuri.

## Clima
Segundo dados da Companhia de Pesquisa de Recursos Minerais (CPRM), desde 1945 o maior acumulado de chuva registrado em 24 horas em Carlos Chagas foi de 190 mm no dia 15 de janeiro de 1964. Outros grandes acumulados foram de 156 mm em 19 de janeiro de 1982, 141,8 mm em 10 de dezembro de 2006 e 133,2 mm em 3 de fevereiro de 2022.

## Imagens

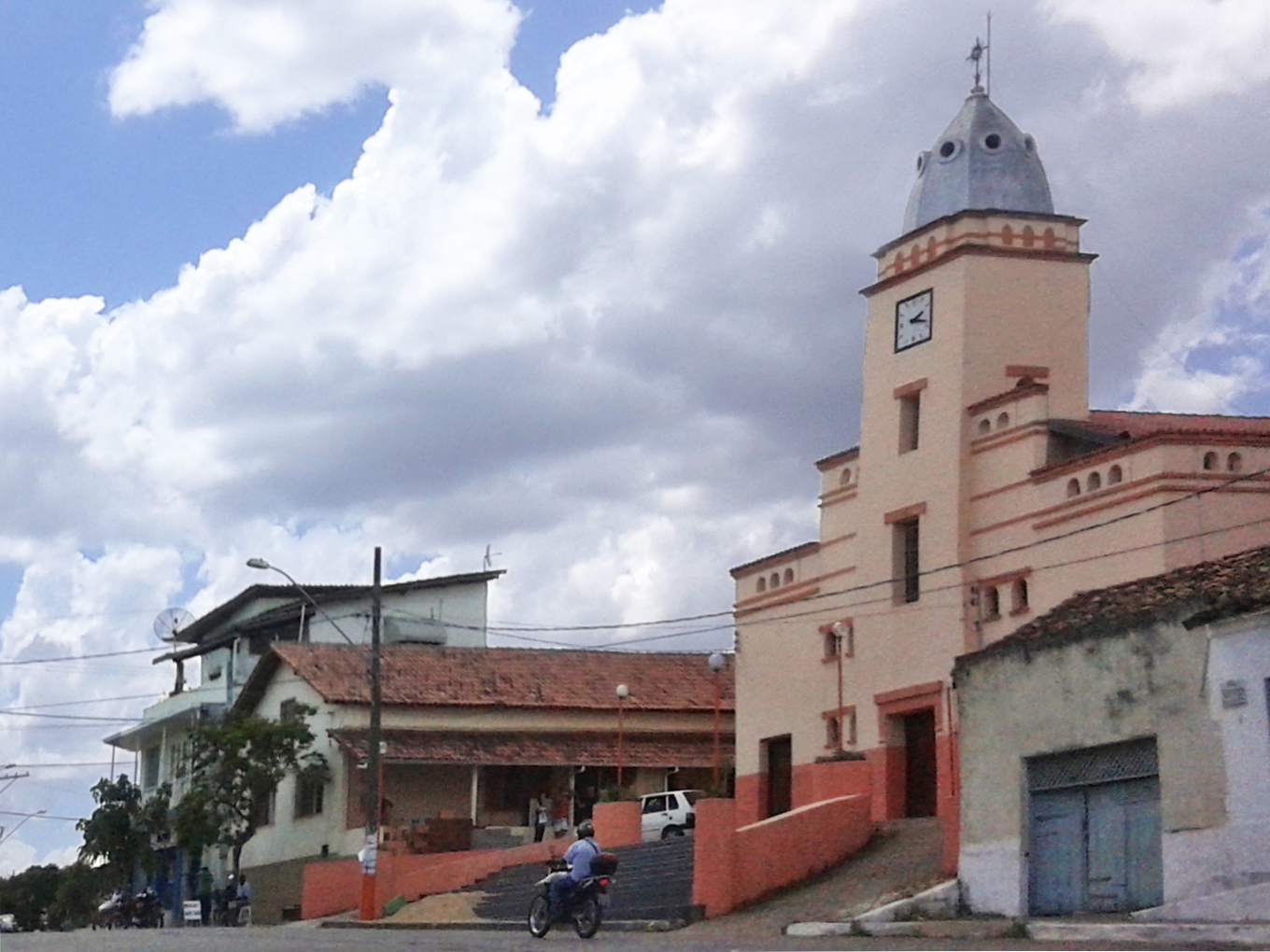
Vista parcial da Igreja Matriz de São Sebastião, padroeiro do município.
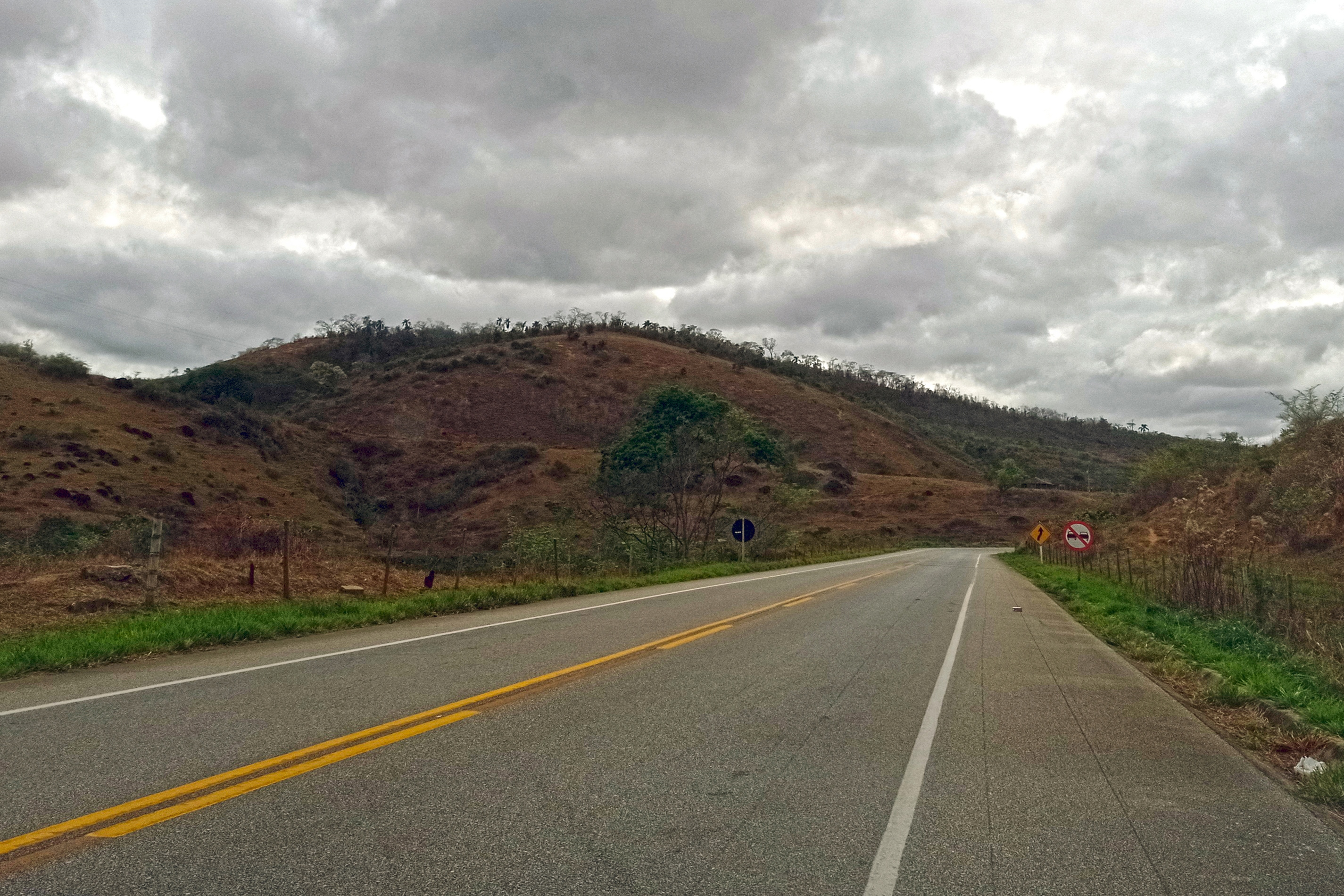
Trecho da BR-418 em Carlos Chagas
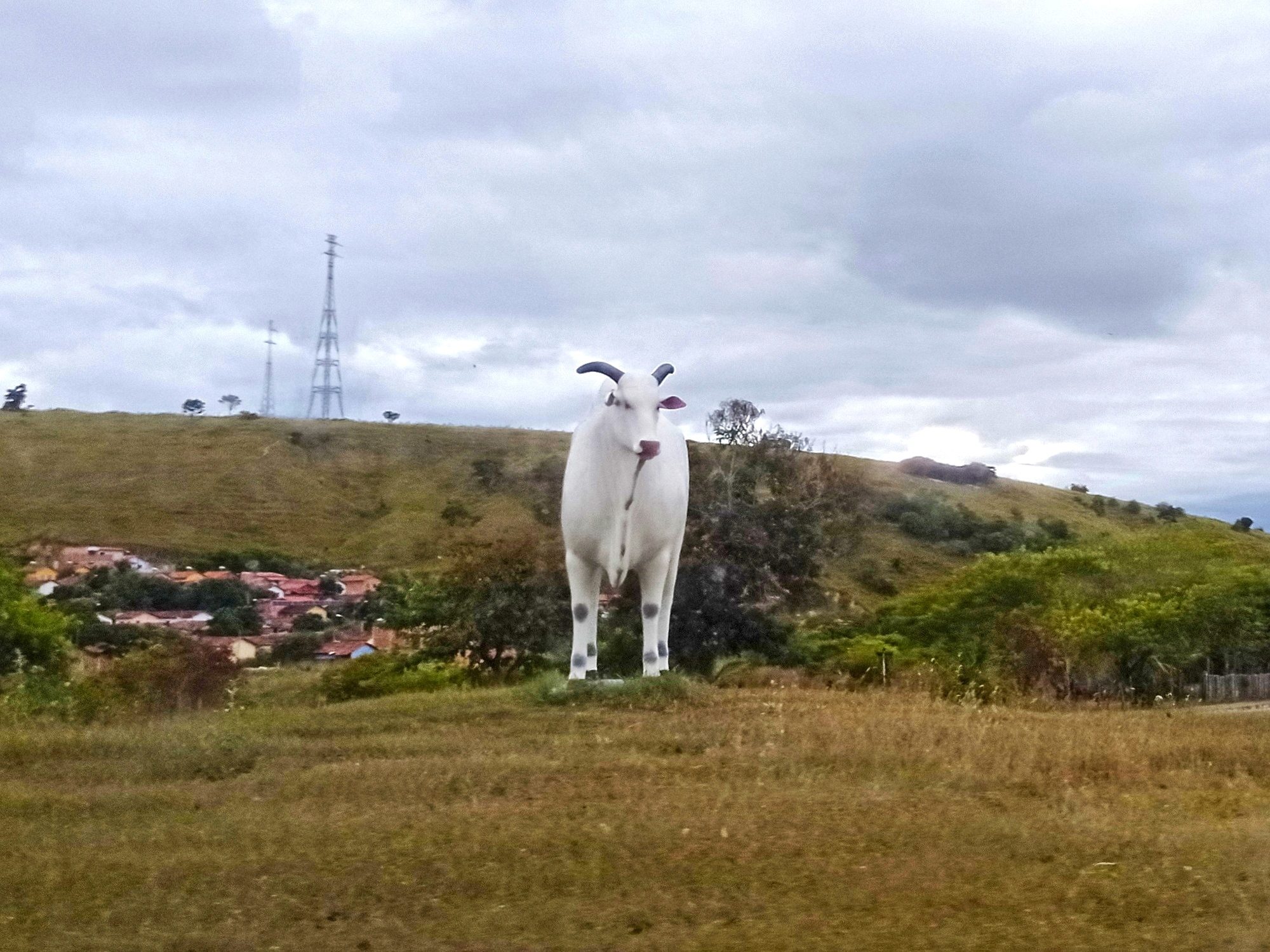
Estátua de boi na entrada da cidade, na margem da BR-418.